# Vito Pandolfi
Vito Pandolfi (* 24. Dezember 1917 in Forte dei Marmi; † 19. März 1974 in Rom) war ein italienischer Theaterkritiker und Filmregisseur.

## Leben
Auf den Namen Ribelle Libero Bruno beim Standesamt eingetragen, nannte er sich wie sein Vater zeit seines Lebens Vito; er war der Sohn eines Angestellten bei einer Rüstungsfirma sowie der Autorin des Romans Il tempio misterioso aus dem Jahr 1934, Ada Provera.
1943 erhielt er das Diplom im Regiefach an der Accademia nazionale d’arte drammatica. Er beteiligte sich aktiv an der Widerstandsbewegung. Im Jahr 1962 wurde er Dozent für Theatergeschichte und gründete zwei Jahre später das „Teatro Stabile“ in Rom, das er bis 1969 leitete. Er unterrichtete Theatergeschichte an der Universität Genua von 1964 bis zum Jahr seines Todes. Daneben betätigte er sich als Theaterkritiker für Zeitungen und Zeitschriften, darunter L’Unità, Il Politecnico, Il dramma, Teatro Oggi und wirkte mehrmals als Herausgeber von Theaterjahrbüchern. 1985 wurde eine Straße in Rom nach ihm benannt.

## Werke
In zahlreichen seiner Werke beschäftigte sich Pandolfi mit dem Theater, so in La commedia dell'arte (1956), Il teatro drammatico dalle origini ai nostri giorni (1959) (in welchem er die Entwicklung des Theaters mit der der Gesellschaft vergleicht), Teatro tedesco espressionista (1956), Teatro del dopo-guerra italiano (1956), Teatro contemporaneo italiano (1959), Teatro siciliano: introduzione critica (1961), Storia universale del teatro drammatico (1964), Teatro borghese dell’Ottocento (1967), Regia e registi nel teatro moderno (1973). Um Filme dreht sich Il film nella storia (1956), mit Volkstraditionen: Copioni da quattro soldi (1960).

## Theaterregie
Als Regisseur debütierte Pandolfi 1944 mit dem Gorki-Stück Jegor Bulytschow und andere. Im Folgejahr inszenierte er The White Steed von Paul Vincent Carroll. Zahlreiche bedeutende Inszenierungen folgten: 1946 Der Mond ging unter von John Steinbeck, 1947 Bernada Albas Haus von Garcia Lorca. Mit Luigi Squarzina und Lucinano Salce arbeitet er bei La fiera delle maschere, das in Prag und Venedig gezeigt wurde, zusammen. Von 1951 bis 1956 brachte er einen Zyklus von sechs Werken nach Novellen von Boccaccio und Bandello auf Open-Air-Bühnen, den er mit Vasco Pratolini und Carlo Bernari verantwortete; auch Carlo Emilio Gadda war daran beteiligt. Es entstanden Aufführungen von Aminta von Torquato Tasso 1954, dann Torquato Tasso von Goethe sowie Plautus’ Amphitruo sowie 1957 Alberto Moravias Beatrice Cenci. Seine Leidenschaft für die Commedia dell’arte zeigte sich (nach der Inszenierung von Jean Renoirs Die goldene Karosse Jahre zuvor) 1958 bei Massimo Bontempellis Nembo, in der Valeria Moricone mitwirkte.

## Film
Neben dem abendfüllenden Dokumentarfilm Provincia di Latina entstand 1962 der Spielfilm Gli ultimi. Das nach einer autobiografischen Erzählung von David Maria Turoldo entstandene Werk wurde in Coderno (Region Friaul-Julisch Venetien) mit den Bewohnern des Ortes als Darsteller gedreht und existiert in zwei Fassungen, die sich in den Schlusssequenzen deutlich unterscheiden.

## Stiftung Pandolfi
Die Gemeinde Certaldo verwaltet seit 1990 den Nachlass und das Archiv Pandolfis.

## Andere Werke
- 1947: Il romanticismo di Vachtangov
- 1950: Teatro
- 1953: Spettacolo del secolo: il teatro drammatico
- 1957: Il cinema nella storia
- 1957: Il teatro di Raffaele Viviani
- 1960: Isabella comica gelosa: avventure di maschere
- 1960: L'Adelchi, una tragedia inibita
- 1961: Quel che significa Alberto Sordi
- 1969: Eduardo De Filippo
- 1969: Raffaele Viviani